# Petit Lembous
Le Petit Lembous est une rivière du sud de la France qui coule dans le département de Tarn-et-Garonne. C'est un affluent du Lemboulas, sous-affluent de la Garonne par le Tarn.

## Géographie
De 19,9 km de longueur, le Petit Lembous prend sa source dans le site des vallées du Quercy Blanc, commune de Montpezat-de-Quercy, et se jette en rive gauche dans le Lemboulas, à l'aval de Molières, Tarn-et-Garonne, sur la commune de Puycornet.

## Département et communes traversés
- Tarn-et-Garonne : Montpezat-de-Quercy, Puycornet, Mirabel, Saint-Vincent-d'Autéjac, Molières, Montalzat, Auty.

## Principaux affluents
- le ruisseau de Saint-Nazaire : 7,2 km
- le ruisseau de Cardac : 7,6 km
- le ruisseau de Cantegrel : 6,7 km